# If You Wait
If You Wait (с англ. — «Если подождешь») — дебютный студийный альбом британской группы London Grammar. Он был выпущен 6 сентября 2013 года лейблами Metal & Dust Recordings и Ministry of Sound. Он включает в себя синглы «Metal & Dust», «Wasting My Young Years», «Strong», «Nightcall», «Hey Now» и «Sights». Альбом дебютировал на 2-м месте в UK Albums Chart с продажами в первую неделю 33 130 копий.

## История
После подписания контракта с Ministry of Sound и Big Life Management группа начала первые сессии альбома в начале 2012 года с Кэмом Блэквудом. Позже в том же году его сменили Тим Брен и Рой Керр. Ханна Рид прокомментировала это сотрудничество так:
Тим потрясающий продюсер, он находит лучший способ записи гитары и моего вокала. У Роя крепкая дружба с Дотом, они вместе работали над производством.
Тексты песен в альбоме основаны на личной жизни вокалистки Ханны Рид.

## Критика
| Совокупная оценка    | Совокупная оценка |
| Источник             | Оценка            |
| -------------------- | ----------------- |
| AnyDecentMusic?      | 6.9/10            |
| Metacritic           | 75/100            |
| Оценки критиков      |                   |
| Источник             | Оценка            |
| AllMusic             | [ 5 ]             |
| Consequence of Sound | [ 6 ]             |
| The Guardian         | [ 7 ]             |
| The Independent      | [ 8 ]             |
| Mixmag               | 4/5               |
| NME                  | 7/10              |
| The Observer         | [ 11 ]            |
| Pitchfork            | 7.1/10            |
| PopMatters           | 9/10              |
| Q                    | [ 14 ]            |

Альбом получил в целом положительные отзывы от музыкальных критиков. На сайте Metacritic альбом получил средний балл 75 из 100, основанный на 19 отзывах.

Энди Гилл из газеты The Independent описал производство альбома и инструментовку так 
Все так красиво набросано, чтобы вызвать сумеречную интимность песен.
Много похвалы было посвящено вокальным способностям Ханны Рид, чей контральто-вокал был описан как определяющий и одухотворенный журналом Clash и эмоциональный и фолковый журналом Drowned in Sound. Её голос сравнивали с такими певицами, как Флоренс Уэлч из Florence and the Machine, Энни Леннокс и Джули Круз. Бенджи Тейлор из Pretty Much Amazing написал благоприятный отзыв об альбоме, назвав его захватывающим, потрясающим и глубоко эмоциональным.

## Коммерческий успех
Альбом занял 2-е место в UK Albums Chart с продажами 33 130 копий за первую неделю. По состоянию на июнь 2017 года в Великобритании было продано 642 301 экземпляр. В США альбом дебютировал под номером 91 в Billboard 200 с 4000 проданными копиями.

## Трек-лист
| №                   | Название                 | Текст песни                                  | Музыка                        | Длительность |
| ------------------- | ------------------------ | -------------------------------------------- | ----------------------------- | ------------ |
| 1.                  | «Hey Now»                | Hannah Reid                                  | Reid Daniel Rothman Dot Major | 3:27         |
| 2.                  | «Stay Awake»             | Reid                                         | Reid Rothman Major            | 3:05         |
| 3.                  | «Shyer»                  | Reid                                         | Reid Rothman Major Joel Pott  | 3:07         |
| 4.                  | «Wasting My Young Years» | Reid                                         | Reid                          | 3:24         |
| 5.                  | «Sights»                 | Reid                                         | Reid Rothman Major            | 4:13         |
| 6.                  | «Strong»                 | Reid                                         | Reid Rothman Major            | 4:35         |
| 7.                  | «Nightcall»              | Vincent Belorgey Guy-Manuel de Homem-Christo | Belorgey Homem-Christo        | 4:30         |
| 8.                  | «Metal & Dust»           | Reid                                         | Reid Rothman Major            | 3:28         |
| 9.                  | «Interlude» (live)       | Reid                                         | Reid                          | 4:04         |
| 10.                 | «Flickers»               | Reid Rothman                                 | Reid Rothman Major            | 4:45         |
| 11.                 | «If You Wait»            | Reid                                         | Reid                          | 4:44         |
| Общая длительность: | Общая длительность:      | Общая длительность:                          | Общая длительность:           | 43:22        |

| №                   | Название                 | Текст песни         | Музыка              | Producer(s)                              | Длительность |
| ------------------- | ------------------------ | ------------------- | ------------------- | ---------------------------------------- | ------------ |
| 12.                 | «High Life»              | Reid                | Reid Rothman Major  |                                          | 4:03         |
| 13.                 | «Maybe»                  | Reid                | Reid Rothman Major  |                                          | 4:23         |
| 14.                 | «Strong» (US radio edit) | Reid                | Reid Rothman Major  | Bran Kerr London Grammar Эмиль Хейни [a] | 4:10         |
| Общая длительность: | Общая длительность:      | Общая длительность: | Общая длительность: | Общая длительность:                      | 55:58        |

| №                   | Название                         | Текст песни         | Музыка              | Продюсеры           | Длительность |
| ------------------- | -------------------------------- | ------------------- | ------------------- | ------------------- | ------------ |
| 12.                 | «Help»                           | Reid                | Reid Rothman Major  |                     | 3:53         |
| 13.                 | «Darling Are You Gonna Leave Me» | Reid                | Reid Rothman Major  | Bran Kerr           | 3:02         |
| 14.                 | «High Life»                      | Reid                | Reid Rothman Major  |                     | 4:03         |
| 15.                 | «Maybe»                          | Reid                | Reid Rothman Major  |                     | 4:23         |
| 16.                 | «When We Were Young»             | Reid                | Reid Rothman Major  |                     | 3:06         |
| 17.                 | «Feelings»                       |                     |                     |                     | 3:46         |
| 18.                 | «Everywhere You Go»              |                     |                     |                     | 3:42         |
| Общая длительность: | Общая длительность:              | Общая длительность: | Общая длительность: | Общая длительность: | 69:17        |

| №                   | Название                                                     | Текст песни         | Музыка                            | Продюсеры           | Длительность |
| ------------------- | ------------------------------------------------------------ | ------------------- | --------------------------------- | ------------------- | ------------ |
| 1.                  | «Help»                                                       | Reid                | Reid Rothman Major                |                     | 3:53         |
| 2.                  | «Darling Are You Gonna Leave Me»                             | Reid                | Reid Rothman Major                | Bran Kerr           | 3:02         |
| 3.                  | «Help Me Lose My Mind» (Disclosure featuring London Grammar) | Reid                | Guy Lawrence Howard Lawrence Reid | Disclosure          | 4:06         |
| 4.                  | «High Life»                                                  | Reid                | Reid Rothman Major                |                     | 4:03         |
| 5.                  | «Maybe»                                                      | Reid                | Reid Rothman Major                |                     | 4:23         |
| 6.                  | «When We Were Young»                                         | Reid                | Reid Rothman Major                |                     | 3:06         |
| Общая длительность: | Общая длительность:                                          | Общая длительность: | Общая длительность:               | Общая длительность: | 22:33        |

Уточнение
- ↑  сопродюсер

## Чарты
| Чарт (2013—2015)                             | Высшая позиция |
| -------------------------------------------- | -------------- |
| Австралия (ARIA)                             | 2              |
| Австрия (Ö3 Austria)                         | 73             |
| Бельгия/Фландрия (Ultratop)                  | 7              |
| Бельгия/Валлония (Ultratop)                  | 3              |
| Дания (Hitlisten)                            | 24             |
| Нидерланды (Album Top 100)                   | 11             |
| Франция (SNEP)                               | 6              |
| Германия (Offizielle Top 100)                | 34             |
| Греция (IFPI)                                | 25             |
| Ирландия (IRMA)                              | 9              |
| Ирландия (Independent Albums, IRMA)          | 1              |
| Италия (Classifica album)                    | 93             |
| Новая Зеландия (RMNZ)                        | 13             |
| Норвегия (VG-lista)                          | 29             |
| Шотландия (Scottish Albums Chart)            | 2              |
| Швейцария (Schweizer Hitparade)              | 8              |
| Великобритания (UK Albums Chart)             | 2              |
| Великобритания (UK Independent Albums Chart) | 1              |
| США (Billboard 200)                          | 91             |
| США (Billboard Top Alternative Albums)       | 16             |
| США (Billboard Top Rock Albums)              | 20             |

| Чарт (2013)                     | Позиция |
| ------------------------------- | ------- |
| Австралия (ARIA)                | 87      |
| Бельгия (Ultratop Wallonia)     | 182     |
| Франция (SNEP)                  | 95      |
| Великобритания (UK Albums, OCC) | 33      |

| Чарт (2014)                     | Позиция |
| ------------------------------- | ------- |
| Австралия (ARIA)                | 23      |
| Бельгия (Ultratop Flanders)     | 9       |
| Бельгия (Ultratop Wallonia)     | 9       |
| Нидерланды (MegaCharts)         | 55      |
| Франция (SNEP)                  | 21      |
| Швейцария (Schweizer Hitparade) | 27      |
| Великобритания (UK Albums, OCC) | 17      |

| Чарт (2015)                 | Позиция |
| --------------------------- | ------- |
| Бельгия (Ultratop Flanders) | 27      |
| Бельгия (Ultratop Wallonia) | 48      |

| Чарт (2019)                 | Позиция |
| --------------------------- | ------- |
| Бельгия (Ultratop Flanders) | 189     |

| Чарт (2010—2019)                | Позиция |
| ------------------------------- | ------- |
| Великобритания (UK Albums, OCC) | 91      |

## Сертификации
| Регион | Сертификация  | Продажи |
| --- | ------------- | ------- |
| Австралия (ARIA) | Платиновый    | 70 000^ |
| Бельгия (BEA) | Платиновый    | 30 000* |
| Дания (IFPI Danmark) | Золотой       | 10 000  |
| Германия (BVMI) | Золотой       | 100 000 |
| Великобритания (BPI) | 2× Платиновый | 642,301 |
| * Данные о продажах приведены только на основе сертификации. · ^ Данные о тиражах приведены только на основе сертификации. · Данные о продажах + прослушиваниях приведены только на основе сертификации. |               |         |